# Aleksandr Suvorov

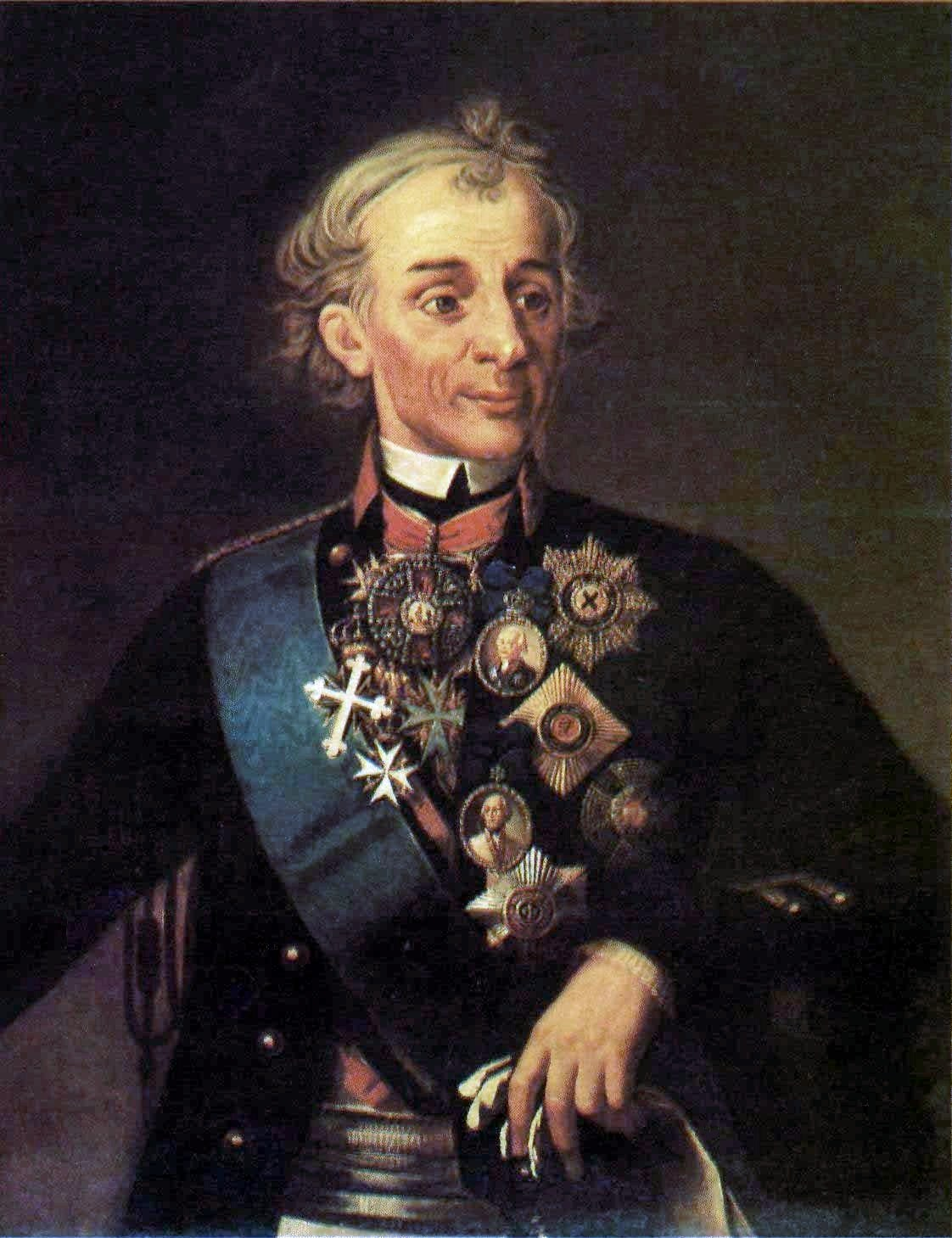
Aleksandr Suvorov

Aleksandr Vasilievici Suvorov (în limba rusă: Алекса́ндр Васи́льевич Суво́ров), conte de Râmnic, prinț al Italiei (граф Рымникский, князь Италийский) (n. 24 noiembrie 1729, Moscova; d. 18 mai 1800), a fost al patrulea și ultimul Generalisim rus (fără a-l pune la socoteală pe Stalin). El a fost unul dintre puținii generali din istorie care nu au pierdut niciodată o bătălie. Este faimos pentru manualul său de tactică militară „Știința victoriei”. Au rămas celebre maximele sale: „Instruiește-te din greu, luptă ușor – Тяжело в учении, легко в бою” și „Glonțul e un prost, baioneta este de treabă – Пуля дура, штык молодец”.

## Tinerețea și cariera militară
Aleksandr Vasilievici Suvorov s-a născut la data de 24 noiembrie 1730 într-o familie nobilă originară din Novgorod, în casa bunicului matern din Moscova. Acest bunic, Fedosei Manukov era un moșier din gubernia Oriol, care fusese și funcționar superior în timpul domniei țarului Petru I. Cum Manuk este un nume foarte comun la armeni, însemnând „tânăr”, se presupune că familia Manukov avea origini armenești.
Suvorov a intrat de foarte tânăr în armată, luptând împotriva suedezilor în timpul războiului cu suedezii din anii 1741-1743, apoi împotriva prusacilor în războiul de șapte ani (1756 - 1763). În anul 1761 a devenit francmason în loja „Des Trois Étoiles” din Sankt Petersburg. A fost avansat la gradul de colonel în anul 1762, după ce s-a distins de mai multe ori în lupte.
Suvorov a luptat mai apoi în Polonia împotriva Confederației de la Bar, reușind să pulverizeze forțele lui Pułaski, să cucerească Cracovia (1768), deschizând astfel calea pentru prima împărțire a Poloniei , fiind avansat la gradul de general maior pentru aceste realizări. A participat la războiul ruso-turc din 1768 - 1774, câștigând o mare faimă, în special după bătălia de la Kozludji.
În anul 1775, Suvorov a fost însărcinat să înăbușe răscoala lui Emelian Pugaciov, dar a ajuns în zona răzvrătită numai după ce liderul rebel fusese deja luat prizonier, trădat de camarazii săi cazaci.

## Luptele cu polonezii și cu turcii

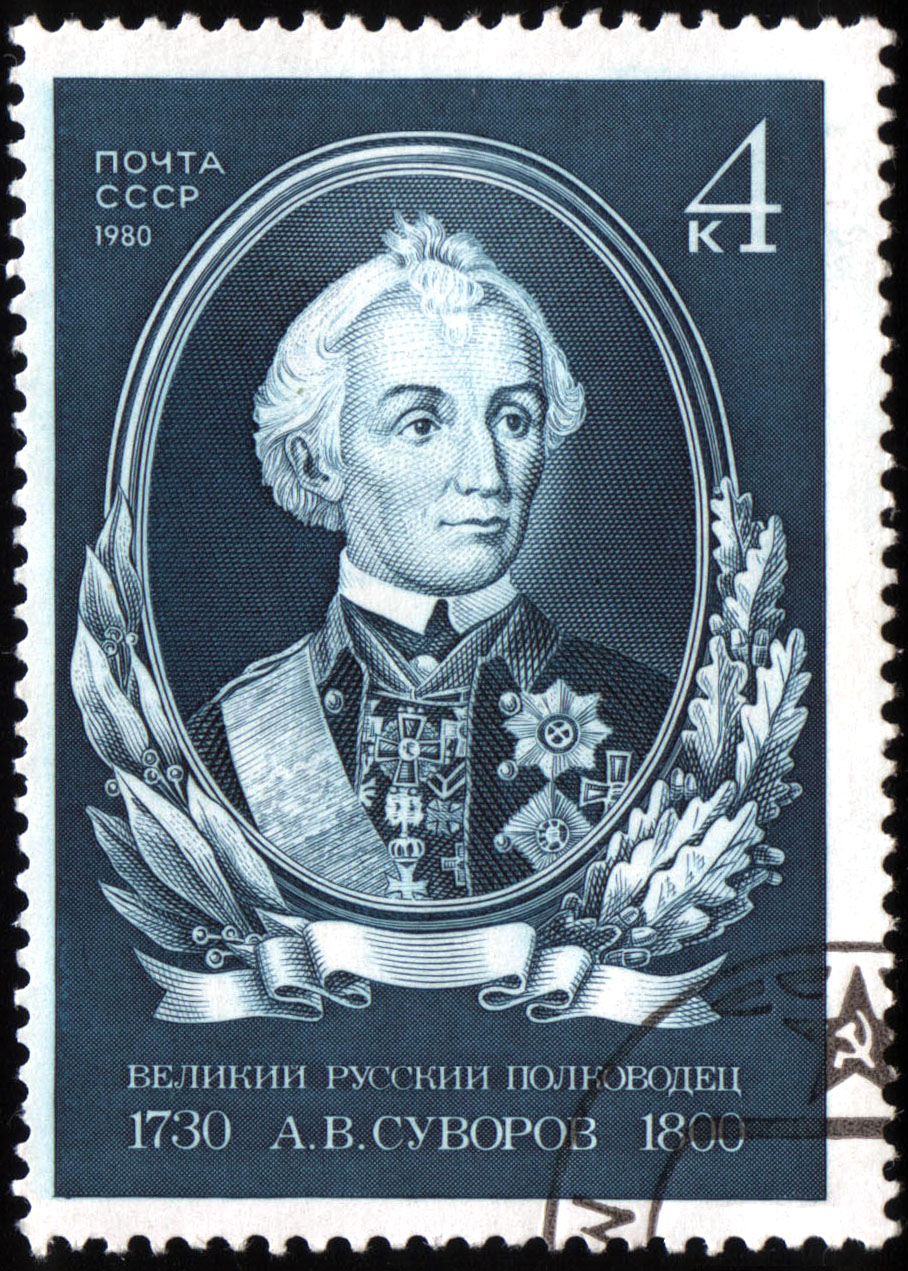
URSS, marcă poștală, Aleksandr Suvorov, 1980 (Michel 5009, Scott 4878)

Din anul 1777 și până în anul 1783, Suvorov a luptat în Crimeea și Caucaz, fiind avansat la sfârșitul acestei perioade general locotenent. Din 1787 până în 1791, el a fost din nou implicat în luptele cu turcii în timpul războiului din 1787 - 1792 și a reușit să obțină o serie de victorii. În timpul asediului de la Kinburn (1787) a fost rănit de două ori. A luat parte la asediul de la Oceacov, iar în anul 1789 a câștigat două mari victorii la Focșani și la Râmnicu Sărat.
În ambele bătălii, rușii au primit ajutorul unui corp de armată austriac sub comanda prințului Josias de Saxa-Coburg. În timpul bătăliei de la Râmnic, Suvorov a fost la comanda tuturor forțelor aliate. Pentru ultima victorie, împărăteasa Ecaterina a II-a l-a făcut pe Suvorov conte și i-a acordat titlul onorific de „Rîmnikski”, iar împăratul Iosif al II-lea l-a făcut conte al Sfântului Imperiu German. Pe data de 22 decembrie 1790, Suvorov a reușit să ocupe fortăreața considerată de necucerit de la Ismail (sudul Basarabiei). Garnizoana turcă avea ordine stricte să reziste cu orice preț, acesta fiind motivul pentru care a și refuzat ultimatumul lui Suvorov. Căderea fortăreței a fost considerată în Imperiul Otoman o înfrângere catastrofală, iar victoria rusă a fost glorificată în primul imn național rus, „Să sune tunetul victoriei!”.
Suvorov a fondat orașul Tiraspol, (capitala regiunii separatiste Transnistria), în anul 1792. Imaginea statuii ecvestre a lui Suvorov din piața centrală a Tiraspolului apare pe rubla transnistreană.
Imediat după semnarea păcii cu turcii, Suvorov a fost transferat în Polonia, unde a primit comanda unui corp de armată. S-a distins în bătălia de la Maciejowice, în timpul căreia l-a luat prizonier pe comandantul șef al polonezilor Tadeusz Kościuszko. Pe 4 noiembrie 1794, forțele lui Suvorov au luat cu asalt Varșovia și au cucerit suburbia Praga a capitalei poloneze. Masacrul a aproximativ 20.000 de civili din suburbia Praga  a zdruncinat moralul apărătorilor, în scurtă vreme răscoala lui Kościuszko fiind înăbușită. Există surse  care afirmă că masacrul a fost datorat cazacilor indisciplinați, care erau trupe cu un statut semi-independent și nu erau subordonate direct lui Suvorov. Se afirmă că Suvorov a încercat să oprească masacrul și a mers până acolo, încât a ordonat distrugerea podului peste Vistula  pentru a împiedica noi violențe ale cazacilor dezlănțuiți în Varșovia. Alți istorici nu sunt de acord cu acest punct de vedere,, dar cele mai multe surse nu amintesc nimic de implicarea lui Suvorov în ordonarea masacrului sau în oprirea acestuia..
Se spune că Suvorov ar fi trimis un raport din trei cuvinte împărătesei: „Urale din Varșovia. Suvorov” și ar fi primit un răspuns la fel de scurt: „Felicitări, feldmareșale. Ecaterina”. Feldmareșalul Suvorov a rămas în Polonia până în anul 1795, după care s-a reîntors la Sankt Petersburg. Dar suverana și protectoarea sa, împărăteasa Ecaterina a II-a a murit în anul 1796, iar noul împărat, Pavel, l-a demis pe Suvorov și l-a îndepărtat de la Curte.

## Campania Italiană
Suvorov și-a petrecut următorii ani la proprietatea sa de la Koncianskoe, de lângă Borovici. El a criticat tacticile militare și uniforma introduse de împărat, unele dintre comentariile sale acide ajungând la urechile împăratului. Din acest motiv, toate acțiunile lui Suvorov au fost atent supravegheate. S-a constat că feldmareșalul participa la toate slujbele religioase din sat, îndeplinea funcțiile clopotarului și cânta în corul bisericii alături de țărani. În timpul săptămânii lucra alături de săteni, îmbrăcat în haine ponosite. În februarie 1799, împăratul Pavel I l-a reactivat ca militar, trimițându-l să lupte împotriva armatelor revoluționare franceze din Italia.
Campania din Italia a debutat cu o serie de victorii în bătăliile de la Cassano d'Adda, Trebia și Novi. Guvernul francez a fost obligat să-și retragă armatele din Italia, rămânând să controleze doar o zonă redusă din Alpii Maritimi și din jurul orașului Genova. Suvorov a fost răsplătit cu titlul de „prinț al Casei de Savoya" de regele Charles Emmanuel al IV-lea al Sardiniei. 

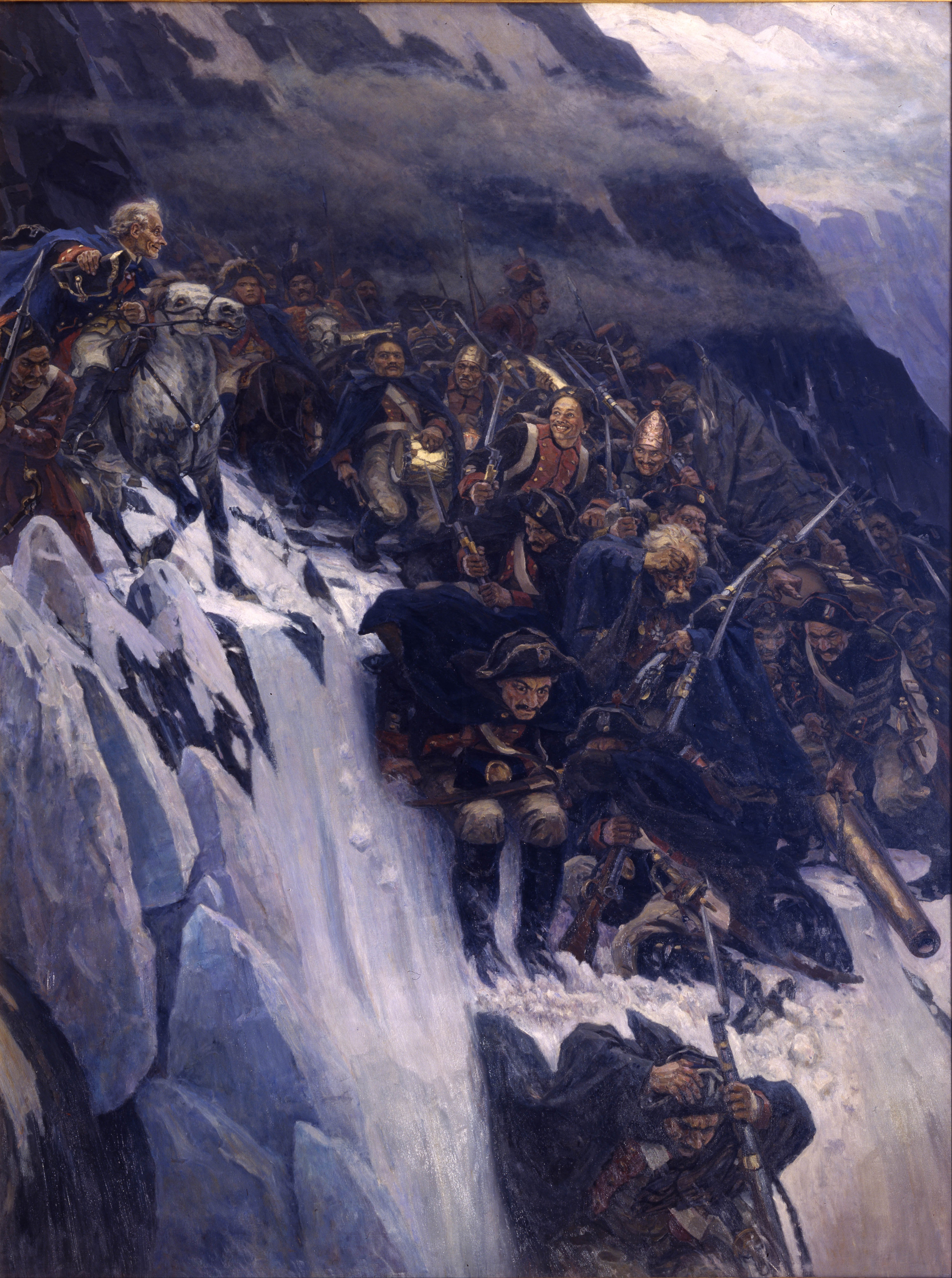
Trupele ruse de sub comanda generalisimului Suvorov traversând Munții Alpi în 1799.

Dar evenimentele ulterioare din acel an nu au mai evoluat în favoarea rușilor. Armata generalului Korsakov a fost învinsă de către André Masséna la Zürich. După ce austriecii și-au schimbat politica de alianțe, bătrânul feldmareșal rus a fost nevoit să se retragă prin pasurile montane elvețiene spre cursul superior al Rinului, reușind să-și conducă armatele slăbite, aproape fără cai sau artilerie, în tabăra de iarnă de la Vorarlberg. După traversarea Alpilor înzăpeziți, armata lui Suvorov era slăbită, dar nu pierduse nici o luptă. Traversarea Alpilor pe timp de iarnă cu o armată atât de numeroasă nu mai fusese încercată de la expediția lui Hannibal împotriva Romei. Pentru faptele de arme din Italia, Suvorov a fost ridicat la gradul de generalisim, penultimul generalisim rus, ultimul fiind Stalin și i s-a promis organizarea unei parade triumfale la reîntoarcerea în Rusia, dar intrigile de la Curte l-au determinat pe împărat să anuleze ceremoniile programate.
La începutul anului 1800, Suvorov s-a reîntors la Sankt Petersburg. Împăratul a refuzat să-l primească în audiență, iar Suvorov, bolnav și epuizat, a murit pe data de 18 mai 1800. La înmormântarea sa au participat dintre persoanele de vază din capitala imperială doar ambasadorul britanic și poetul Derjavin.
Suvorov este înmormântat în Biserica Bunei Vestiri a Mânăstirii Alexandru Nevski, pe piatra sa de mormânt fiind scris un text simplu: „Aici se odihnește Suvorov”. La un an de la moartea lui Suvorov, noul țar Alexandru I al Rusiei a ridicat un monument în cinstea generalisimului pe Câmpul lui Marte din Sankt Petersburg.

## Titluri nobiliare și onorifice. Descendenți
Titlurile și numele întregi ale lui Suvorov sunt:
Aleksandr Vasilievici Suvorov, prinț al Italiei, conte de Rimnik (Râmnic), conte al Sfântului Imperiu German, prinț al Sardiniei, generalisim al forțelor armate terestre și navale ruse, feldmareșal al armatelor austriece și sarde.
Pentru faptele de arme, Suvorov a primit a fost onorat cu mai multe ordine: Ordinul Sfântului Andrei Primul Chemat dintre Apostoli, Ordinul Sfântul Gheorghe cel Victorios – clasa I, Ordinul Sfântul Vladimir – clasa I, Ordinul Alexandr Nevski, Ordinul Sfânta Ana – clasa I, Marea Cruce a Ordinulului Sfântului Ioan al Ierusalimului, Ordinul Maria Terezia – clasa I (Austria), Ordinul Vulturului Negru, Ordinul Vulturului Roșu și Pour le Merite (Prusia), Ordinul Venerabililor Sfinți Maurice și Lazarus (Sardinia), Ordinul Sfântului Gubert și Ordinul Leoaicei de Aur (Bavaria), Ordinul Carmelitelor Sfintei Fecioare (Franța), Ordinul Vulturului Alb și Ordinul Sfântului Stanislaus (Polonia).
Mai mulți urmași ai generalisimului au îmbrățișat cariera militară: fiul său Arkadi (1783 - 1811), general al armatei ruse în timpul războaielor napoleoniene și a războaielor cu turcii de la începutul secolului al XIX-lea, iar nepotul său Alexandru (1804 - 1882) a avansat de asemenea până la gradul de general al armatei ruse.

## Aprecieri

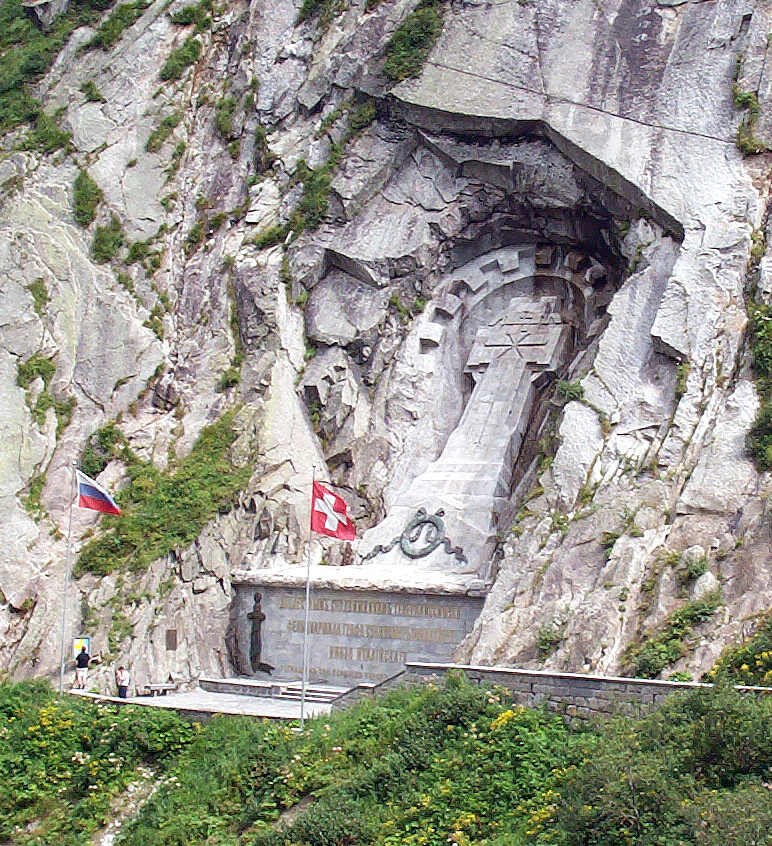
Exclava rusă Suvorov din Alpii Elvețieni

În anul 1900, la 100 ani de la moartea generalisimului, la Sankt Petersburg a fost deschis Muzeul Suvorov. În afară de monumentul din Sankt Petersburg, au mai fost ridicate monumente închinate lui Suvorov în Oceakov, Sevastopol, Ismail, Tulcin, Kobrin, Ladoga, Herson, Timanovka, Simferopol, Kaliningrad, Koncianskoe, Dragosloveni, Valea Mărului și în Alpii Elvețieni. Pe 29 iulie 1942, Prezidiul Sovietului Suprem al Uniunii Sovietice a înființat Ordinul Suvorov, pentru victorii împotriva forțelor inamice superioare.

## In memoriam
În memoria bătăliei de la Mărtinești (1789), la Râmnicu Sărat a fost ștanțată, în 1913, medalia „Generalul Suvorov”, a cărui statuie ecvestră deja se ridicase la Plăinești.